# 小行星3053
小行星3053（3053 Dresden）是一颗绕太阳运转的小行星，为主小行星带小行星。该小行星于1977年8月18日发现。
該小行星以德國的城市德勒斯登命名。

## 轨道参数
小行星3053的轨道半长轴为2.3791787 UA，离心率为0.206。